# Liste von Autoren/Q

## Qa
- Nizar Qabbani (1923–1998), SYR

## Qi
Qiu Xiaolong (* 1953), CHN / USA

## Qu
Helmut Qualtinger (1928–1986), AT
David Quammen (* 1948), US
Pier Antonio Quarantotti Gambini (1910–1965), IT
Salvatore Quasimodo (1901–1968), IT
Carol Queen (* 1957), USA
Ellery Queen (Sammelpseudonym; 1905–1971 und 1905–1982), US
Jorge H. Queirolo (* 1963), ECU
Raymond Queneau (1903–1976), FR
Quichotte (* 1983), D
William Quindt (1898–1969), D
Daniel Quinn (1935–2018), US
Lawrence J. Quirk (1923–2014), US
Hermann Quistorf (1884–1969), D
Sabrina Qunaj (* 1986), AT